# Resolutie 1753 Veiligheidsraad Verenigde Naties
Resolutie 1753 van de Veiligheidsraad van de Verenigde Naties werd unaniem door de VN-Veiligheidsraad aangenomen op 27 april 2007 en beëindigde het embargo tegen ruwe diamant uit Liberia dat in 2003 was opgelegd.

## Achtergrond
Na de hoogtijdagen onder het decennialange bestuur van William Tubman, die in 1971 overleed, greep Samuel Doe de macht. Diens dictatoriale regime ontwrichtte de economie en er ontstonden rebellengroepen tegen zijn bewind, waaronder die van de latere president Charles Taylor. In 1989 leidde de situatie tot een burgeroorlog waarin de president vermoord werd. De oorlog bleef nog doorgaan tot 1996. Bij de verkiezingen in 1997 werd Charles Taylor verkozen en in 1999 ontstond opnieuw een burgeroorlog toen hem vijandige rebellengroepen delen van het land overnamen. Pas in 2003 kwam er een staakt-het-vuren en werden VN-troepen gestuurd. Taylor ging in ballingschap en de regering van zijn opvolger werd al snel vervangen door een overgangsregering. In 2005 volgden opnieuw verkiezingen, waarna Ellen Johnson-Sirleaf de nieuwe president werd.

## Inhoud

### Waarnemingen
Liberia werkte goed samen met het Kimberley-Proces en de implementatie van de interne controles en
andere vereisten ervan. Het sanctiecomité (er waren sancties van kracht tegen ruwe diamant uit het land) had
een brief gekregen met een gedetailleerde beschrijving van het vooropgestelde systeem met certificaten van
oorsprong. Men was nu van oordeel dat voldoende vooruitgang was geboekt om aan de voorwaarden die met
resolutie 1521 waren vooropgesteld te voldoen.

### Handelingen
Aldus besloot de Veiligheidsraad de sancties tegen diamant uit Liberia die met
resolutie 1521 in 2003 waren opgelegd te beëindigen. Het Kimberley-Proces werd gevraagd binnen de 90
dagen te rapporteren over de toepassing van het proces in Liberia. Na het rapport van het panel van experts
dat toezag op de sancties zou de beëindiging van deze maatregel opnieuw herzien worden aan de hand van
Liberia's naleving van het Kimberley-Proces.

## Verwante resoluties
- Resolutie 1731 Veiligheidsraad Verenigde Naties (2006)
- Resolutie 1750 Veiligheidsraad Verenigde Naties
- Resolutie 1760 Veiligheidsraad Verenigde Naties
- Resolutie 1777 Veiligheidsraad Verenigde Naties

Lijst ·  1739 ·  1740 ·  1741 ·  1742 ·  1743 ·  1744 ·  1745 ·  1746 ·  1747 ·  1748 ·  1749 ·  1750 ·  1751 ·  1752 ·  1753 ·  1754 ·  1755 ·  1756 ·  1757 ·  1758 ·  1759 ·  1760 ·  1761 ·  1762 ·  1763 ·  1764 ·  1765 ·  1766 ·  1767 ·  1768 ·  1769 ·  1770 ·  1771 ·  1772 ·  1773 ·  1774 ·  1775 ·  1776 ·  1777 ·  1778 ·  1779 ·  1780 ·  1781 ·  1782 ·  1783 ·  1784 ·  1785 ·  1786 ·  1787 ·  1788 ·  1789 ·  1790 ·  1791 ·  1792 ·  1793 ·  1794